# Darchan Jesengali
Darchan Jesengaliuły Jesengali (kaz. Дархан Есенғалиұлы Есенғали; ur. 21 lutego 1997) – kazachski zapaśnik walczący w stylu wolnym. Jedenasty na igrzyskach azjatyckich w 2022. Złoty medalista mistrzostw Azji w 2023 roku. 
Wicemistrz Azji U-23 w 2019 roku.